# Onda de calor na América do Sul em 2022
A onda de calor na América do Sul em 2022 foi um evento meteorológico que principalmente atingiu os países Brasil, Argentina, Paraguai e Uruguai no mês de janeiro de 2022. No Brasil, o estado que mais sofreu com a onda de  calor foi o estado do Rio Grande do Sul onde as temperaturas chegaram à 42 graus e com a baixa umidade trouxeram problemas de saúde.
Segundo Inmet, "o pico do calor deve acontecer no domingo" [23 de janeiro], antes de uma frente fria avançar pela região. Naquela altura, o Rio Grande do Sul atingia 11 dias seguidos com temperaturas que chegavam e ultrapassavam os 40º C.   

## Contexto
No final de dezembro de 2021, a mesma região já havia tido uma onda de calor, porém de menor duração. O calor, segundo os serviços meteorológicos, foi pior ainda pela falta de chuvas, já que a região estava sob influência do fenômeno climático La Niña, marcado por precipitações abaixo da média. Meteorologistas do portal Metsul chegaram a afirmar que seria um "fim de ano de derreter", enquanto o portal Meteored Argentina prognosticou um "calor opressor".   
Na mesma época das ondas de calor no sul, o centro-sudeste do Brasil sofria com enchentes históricas, que deixaram milhares de desabrigados, principalmente na Bahia. 

## Causas
Entre as principais causas da onde de calor, está o fenômeno da La Niña, que provoca chuvas muito irregulares e mal distribuídas, que juntamente com uma área de alta pressão atmosférica na região acabou por manter as altas temperaturas em certas localidades. 
A situação foi chamada de "bolha de calor" (também cúpula ou domo de calor, do inglês heat dome) pela Metsul, que no dia 22 de janeiro reportava que o "Rio Grande do Sul atinge neste sábado o 11º dia seguido em que a temperatura chega aos 40º C". 

## Locais

### Brasil

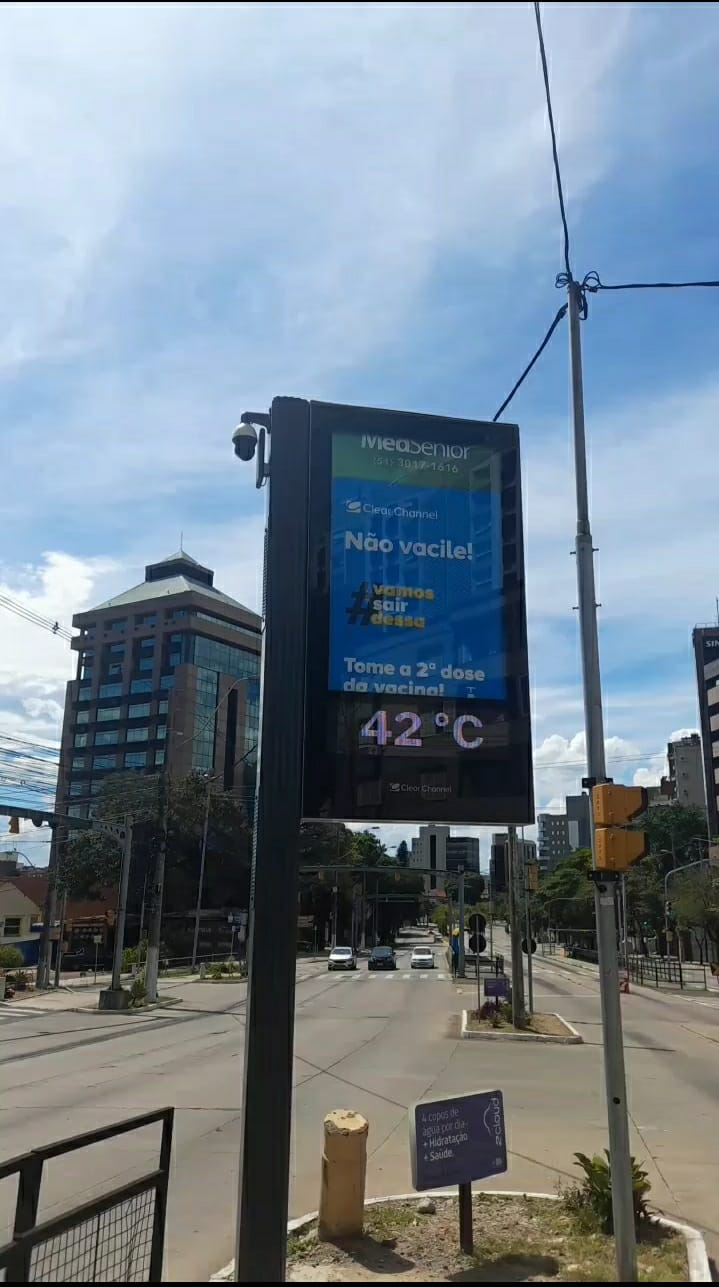
Termômetro de rua em Porto Alegre em Rio Grande do Sul registando 42° C

No Brasil, o estado mais atingido pela onda de calor foi o Rio Grande do Sul, onde a onda cobriu quase todo território durante vários dias. As regiões oeste do Paraná e Santa Catarina também foram atingidos. Alguns eventos foram registrados por conta das fortes ondas de calor:
- Das 497 cidades do Rio Grande do Sul, 262 decretaram situação de emergência por conta do calor.[8]
- Algumas cidades tiveram problemas no abastecimento de água e luz.[9]
- A Defesa Civil do estado do Rio Grande do Sul recomendou que os cidadãos ficassem de plantão para possíveis emergências.[10]
- No Paraná, o governo observou a perda de safra por conta do calor.[11]

### Argentina

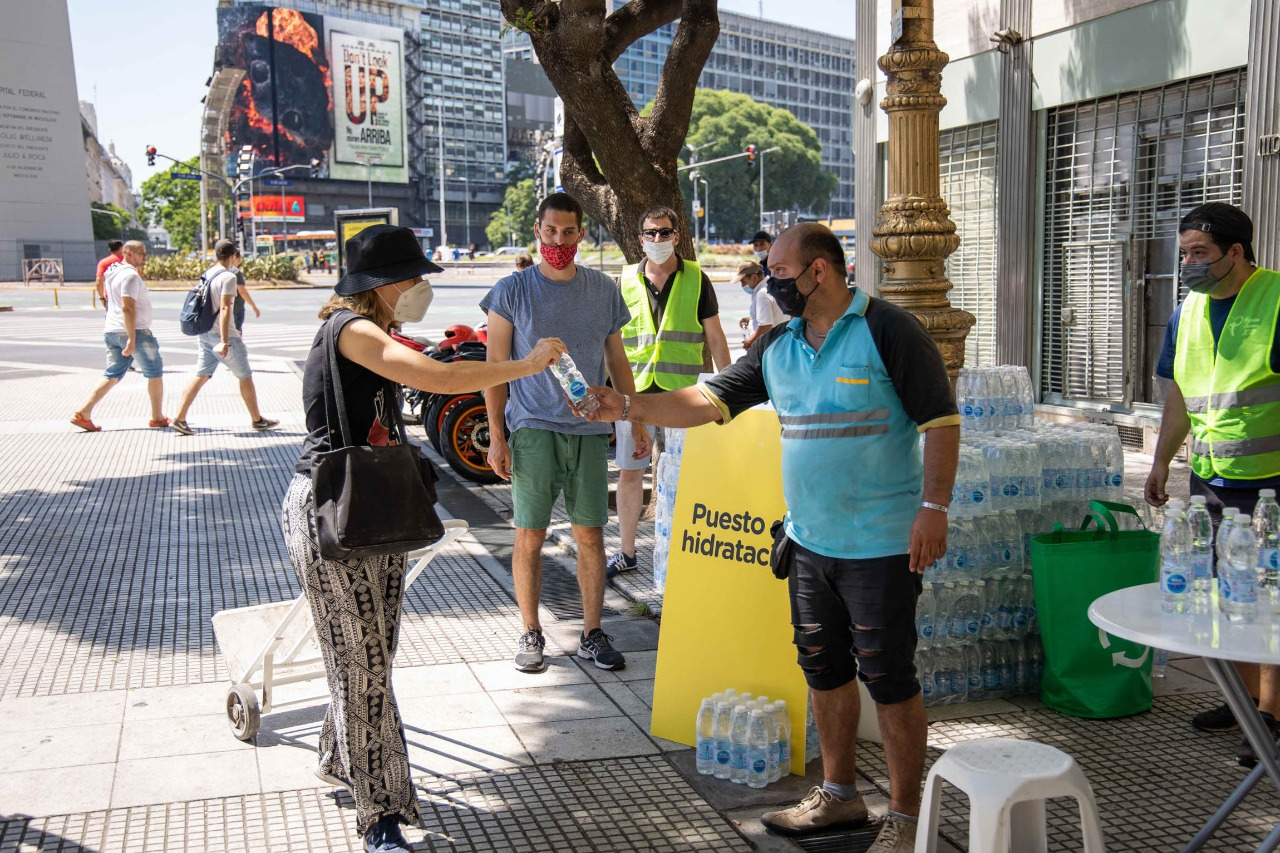
Onda de calor na Argentina faz pessoas se hidratarem em frente ao Obelisco

Na Argentina, diversas regiões sofreram por conta do calor e algumas das situações registradas foram:
- Diversas cidades ficaram sem luz e água;[12] inclusive a capital Buenos Aires, que sofreu com um blackout deixando 700 mil usuários sem luz.[13]
- Houve um aumento significativo de queimadas florestais, algumas não sendo efetivamente combatidas por conta da falta de água.[12]
- Ondas de besouros apareceram em diversas cidades, isto gerou um risco a mais para a agricultura já fragilizada.[14]

### Uruguai
Em departamentos do Uruguai, como Paysandú, Salto e Florida, as máximas registradas na tarde do dia 14 de janeiro chegaram a 42,5° C e a 44° C respectivamente, sendo considerada a temperatura mais alta para o mês desde 1961, segundo o Inumet. Mais de 500 mil aves (avicultura) foram perdidas no país por conta do evento meteorológico . O país sofreu com um forte temporal no dia 17 de janeiro, causando inundações na capital Montevidéo 

### Paraguai
A Direção de Meteorologia e Hidrologia do Paraguai emitiu um alerta "onda de calor" para todo o país. As temperaturas máximas anteriores entre 38°C e 41°C para as cidades de Mariscal Estigarribia, Pozo Colorado, General Bruguez, Concepción, Assunção, Caacupé, Paraguarí, Pilar, San Juan Bautista e Caazapá.

## Consequências
Entre as diversas consequências que vieram com a onda de calor estão problemas na saúde pública, energia elétrica e abastecimento de água.

### Saúde
Uma das consequências das altas temperaturas e baixos níveis de umidade relativa do ar, fenômenos comuns em ondas de calor, é para a saúde. Com as altas temperaturas, unidades de saúde já castigadas pela alta incidência de infectados com COVID-19 e com a Influenza A H3N2, sofreram também com a chegada de pacientes hipertensos.
O calor também causou um aumento de casos de insolação e intermação (hipertermia), além de um aumento pontual em casos de gastroenterites, tendo em vista que o calor diminui a vida média dos alimentos.

### Energia elétrica e abastecimento de água
Outra área afetada pelas altas temperaturas foram as áreas de abastecimento de luz e água. O alto consumo de energia elétrica por conta de ar-condicionados trouxe o colapso do abastecimento de energia em algumas cidades do Rio Grande do Sul e da Argentina.
Com o colapso na energia elétrica, o abastecimento de água também foi prejudicado. Isto aconteceu devido a um maior consumo de água e com breves colapsos na energia, o bombeamento de água nas estações ficou prejudicado, assim utilizando-se apenas as águas que estavam nos reservatórios. Assim, em algumas cidades, além de faltar, ela teve uma diminuição em sua qualidade por conta dos resíduos depoistados nos reservatórios, apresentando-se barrenta.

### Agricultura e pecuária
Sendo o sul do Brasil um grande polo da agropecuária, o calor também tornou-se um problema por conta da morte de cabeças de gado em decorrência do calor, pelas queimadas e perda de safra. É estimado um prejuízo de cerca de 43 bilhões de reais por conta das secas e do calor na agricultura.

### Temporais isolados intensos
Diversas cidades em toda região registraram temporais isolados, que algumas vezes foram intensos. Na tarde do dia 22, por exemplo, Buenos Aires teve temporal que chegou com ventos de 80km/h. Já dias antes, outro temporal havia danificado o aeroporto de Ezeiza.   
No dia 21, o Inmet previa que "uma frente fria chega com chuvas mais volumosas também para o Sul do Brasil. Essa janela de tempo mais úmido, que vai durar quatro a cinco dias, vai ser muito bem vinda porque os volumes de chuva lá devem passar dos 50 mm. E os temporais acontecem de maneira mais forte, principalmente domingo, segunda, terça e quarta-feira entre Rio Grande do Sul, Santa Catarina e Paraná. Estados da Região Sul com possibilidade de granizo em função deste forte calor”. 

### Incêndios florestais
Devido à seca e ao calor, incêndios florestais isolados ou amplos foram registrados. Na Argentina, houve incêndios "massivos, nas palavras do 
meteorologista Christian Garavaglia, na Patagônia e nas províncias como Formosa e Misiones. 

## Chuvas e tempestades
As chuvas isoladas aliviavam momentaneamente o calor, mas efetivamente, em toda a região a onda só cedeu entre os dias 23 e 24 de janeiro, com a chegada e avanço de uma frente fria. Com o inicio das chuvas, também foram registradas tempestades extremamente fortes principalmente no Rio Grande do Sul, onde por conta dos temporais, casas foram destelhadas.
Em Canela uma menina acabou morrendo após ser acertada por uma telha durante as tempestades. O município de Guaíba (região metropolitana de Porto Alegre) foi um dos municípios mais atingidos pelas tempestades, cerca de 9,5 mil clientes ficaram sem luz por cerca de 24 horas. Ainda no município, cerca de mil casas ficaram destelhadas, além de uma escola e uma igreja que ficaram totalmente destruídas. Além de Guaíba, algumas regiões das cidades de Porto Alegre, Novo Hamburgo, Esteio e Alvorada também foram atingidas pelas fortes chuvas.

## Prognóstico: aquecimento global intensificará as ondas
Segundo a Metsul, ondas de calor como esta, na região e outros locais do planeta, serão cada vez mais frequentes devido ao aquecimento global. “O aumento da duração, intensidade e frequência desse fenômeno climático reflete o acréscimo da temperatura média global decorrente da elevada emissão de gases do efeito estufa e é exacerbado, em parte, pelas ilhas de calor [áreas urbanas que aprisionam o calor e tornam a temperatura mais alta que os arredores]”, disse a meteorologista Renata Libonati, professora do Departamento de Meteorologia do Instituto de Geociências da Universidade Federal do Rio de Janeiro (UFRJ), num texto no portal da Metsul. 

## Curiosidades
- No dia 11 de janeiro, Buenos Aires teve calor de 41,1°C, a segunda temperatura mais alta desde 1906 e a mais alta desde 1995 [11]
- Criciúma, SC, teve sensação térmica de 52°C no dia 19 de janeiro [5]
- Santa Cruz do Sul, RS, teve sensação térmica de 51,6 no dia 16 de janeiro [6]
- Misiones, Argentina, registrou o fenômeno redemoinho de fogo [9]